# ザックーム
ザックーム（アラビア語: زقوم; Zaqqūm）とは、イスラームの伝説において、地獄（ジャハンナム, nār：火獄）に生えているという樹木のこと。
罪人たちは苦しみを高めるためにアッ＝ダリ(Ad-Dhari)という苦い果物を食わされる（『クルアーン』69:36-37）。罪人たちはこの果物かギスリン（Ghislin; 彼ら自身の傷を洗って得られた膿汁）しか食べられない（『クルアーン』69:36）。この果物は悪魔の頭のような形をしている（『クルアーン』 37:62-68）。ヨルダン大学教授のシャイフ、ウマル・スライマン・アル・アシュカルによれば、罪人たちの口の中がいっぱいになると、彼らの腹の中にあるザックームは燃え盛る油のように暴れまわるという（cf. 『クルアーン』37:64-65, 44:43）。ウラマーの一部は、ザックームが罪人たちの肉体をバラバラに切り裂き、体液を流し出す、と考えている。
『クルアーン』によれば
[44.43] 本当にアッ・ザックームの木こそは，
[44.44] 罪ある者の糧である。
[44.45] それは溶けた銅のように内臓の中で沸騰しよう,
[44.46] 熱湯が滾りかえるように。
第17章（夜の旅）、第56章（出来事）にも記述がある。

## 現存する植物の名称として
東スーダンのベジャ民族は、ランガク(Euphorbia abyssinica)をザックームと呼んでいる。ヨルダンにおいては、バラニテス(Balanites aegyptiaca)のことである。